# Austin A50 Cambridge
La A50 Cambridge è un'autovettura prodotta dall'Austin dal 1954 al 1957 in 114.867 esemplari.

## Il contesto

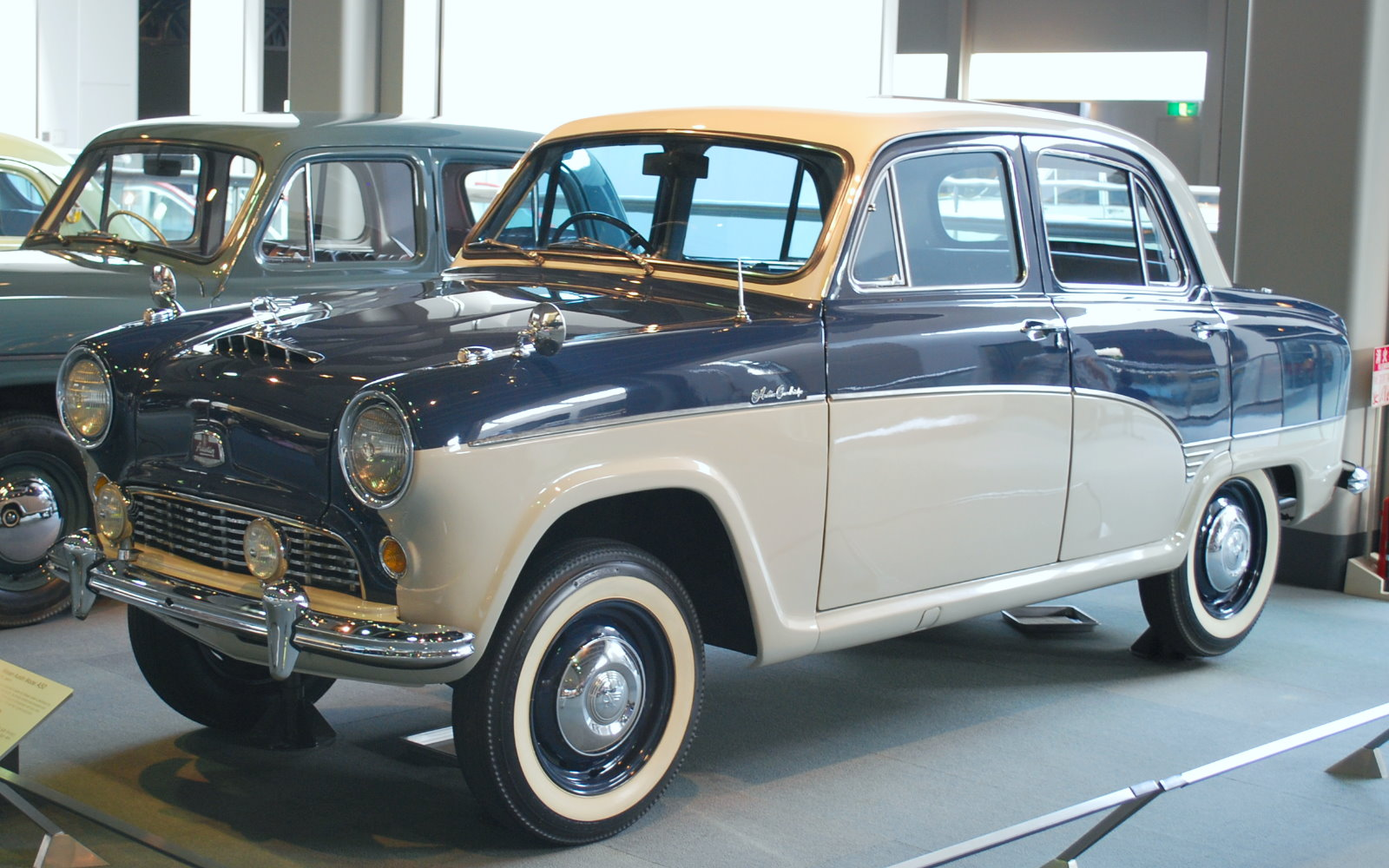
Nissan Austin A50 Cambridge

Introdotto nel settembre del 1954, il modello aveva lo stesso corpo vettura della coeva A40 Cambridge e possedeva una linea con forme abbastanza arrotondate. Per questa caratteristica assomigliava ai primi esemplari della A55 Cambridge, che fu posta in commercio in seguito. Gli ultimi esemplari di quest'ultima e la A60 Cambridge avevano invece una linea differente, che era nata dalla matita di Pininfarina. Il nome Cambridge fu usato precedentemente per un allestimento dell'Austin 10. L'A50 Cambridge ebbe buoni volumi di vendita e fu commercializzata in un'unica versione, berlina quattro porte.
Come la sua antenata A40 Somerset, anche l'A50 Cambridge è stata costruita su licenza dalla Nissan in Giappone. Questo accordo è terminato nel 1959.

## Caratteristiche tecniche
Il modello aveva installato un motore a quattro cilindri in linea da 1.489 cm³ di cilindrata. Il propulsore faceva parte della B-Series dei motori BMC. Quest'ultima era la compagnia che possedeva il marchio Austin. La potenza erogata era 50 CV, e aveva installato un carburatore di marca Zenith.
La versione DeLuxe aveva l'impianto di riscaldamento, i sedili in pelle, dei nuovi tappetini che sostituivano quelli precedenti in gomma, i braccioli montati sulle portiere, il clacson a due tonalità, il parasole lato passeggero e molte parti cromate, inclusi i rostri.
Tra gli optional offerti c'era un overdrive Borg-Warner per i tre rapporti più alti del cambio, che era a quattro marce, e un cambio semiautomatico. Quest'ultimo non ebbe molta fortuna tra gli acquirenti.
Nell'ottobre del 1956 vennero introdotti degli aggiornamenti, comprese delle ruote più piccole da 330 mm e un rapporto di compressione più alto (8,3:1).
La radio e l'orologio erano offerti come optional.

## Prestazioni
Un esemplare versione DeLuxe fu provato dal periodico The Motor nel 1955. Vennero registrate una velocità massima di 118,4 km/h e un'accelerazione da 0 a 97 km/h di 28,8 secondi. Il consumo di carburante fu di 10,1 L/100 km. Il modello utilizzato nel test costava 720 sterline comprese le tasse.